# Illustres Bergers

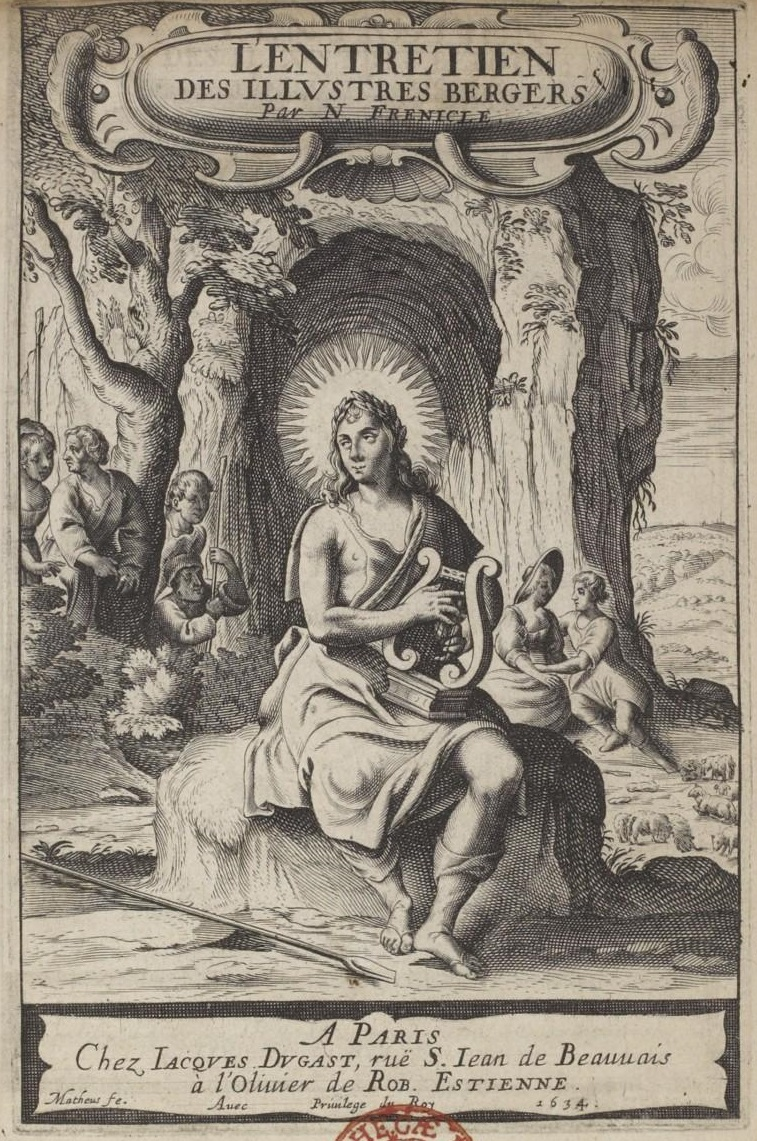
Illustration de l'ouvrage de Nicolas Frénicle L'entretien des Illustres Bergers, 1634

Les Illustres Bergers ou cénacle des Illustres Bergers ou Académie des Illustres Bergers est un groupe littéraire français constitué vers 1625 et rassemblant de jeunes poètes et érudits ronsardiens catholiques. Ce cercle est caractérisé par son goût de la pastorale inspirée de L'Astrée, celui du purisme, de l'élégance et de la régularité.

## Le groupe

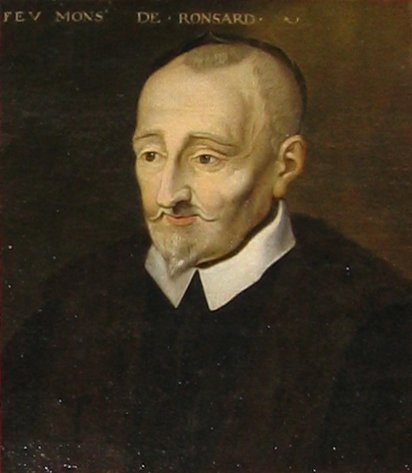
Pierre de Ronsard, 1524-1585, inspirateur des Illustres Bergers.

L'existence d'un groupe de jeunes poètes, essentiellement parisiens, formé vers 1625 a été révélée pour la première fois par le professeur de littérature moderne Antoine Adam (1899-1980) dans sa thèse sur Théophile de Viau et ce cénacle a été étudié pour la première fois en 1942 par le musicologue et érudit français Maurice Cauchie (1882–1963) qui, dans un article de la Revue d'Histoire de la philosophie, propose de les désigner sous le nom de « groupe des Illustres Bergers » et s'attache à les caractériser.
Le groupe réunit les poètes Guillaume Colletet (1598-1659), Pierre Cotignon de la Charnaye, François Ogier (1597-1670), Claude Malleville (1597-1647), Louis Mauduit, Nicolas Frénicle (1600-~1662), Jean-César de Villeneuve, Antoine Godeau (1605-1672), les frères Philippe (1605-1637) et Germain Habert (1615-1654), et, plus âgés, l'humaniste Frédéric Morel (~1552-1630) et Nicolas Richelet.
Humanistes et épicuriens, les Illustres Bergers se sont donné pour mission de défendre « la poésie, l'amitié, le vin, l'amour, les livres et Pierre de Ronsard ». Cultivant un cercle très unis - certains d'entre eux se tutoient -, ils se rassemblent dans des campements champêtres sur les bords de la Seine près de Saint-Germain ou dans la maison de campagne de Godeau à Villepreux. S’appliquant à vivre comme les bergers héros de L'Astrée, ils se caractérisent pas des pratiques collectives dédiées à la célébration de leur art. Ils se donnent ainsi des pseudonymes romanesques sous lesquels ils sont repris dans deux textes de Frénicle, « les Églogues de N. Frénicle » et l'Entretien des Illustres Bergers : Colletet prend le nom de Cérillas, Frénicle est Aminte, Mauduit est Mélinte, de Villeneuve Tarcis, Godeau Ergaste, Malleville Damon, Ogier Arcas, Philippe Habert Lizidor, Morel Cléophon tandis que Richelet prend le nom de Ménalque. Ils admirent François de Malherbe et célèbrent Ronsard au point de lui consacrer annuellement une fête, le jour de sa naissance, qui donne lieu à des récitations, des discours et des prix.
L'usage des pseudonymes, dans un jeu de dissimulation et de dévoilement, concourt à valoriser les membres du groupe dans une stratégie de promotion collective dont l'enjeu - au-delà de considérations artistiques - est vraisemblablement l'accession à une notoriété nécessaire pour des individus issus de milieux bourgeois plutôt médiocre - marchands, officiers « de robe courte » ou des finances sans fortune - au regard de la hiérarchie sociale de l’époque. Cette mise en scène donne une visibilité à leur image et leur identité sociale, proposant un groupe qui, fort de ses compétences poétiques, valorise un mode de vie mondain singularisé par la pratique de la poésie, des conversations raffinées et des joutes amoureuses. Cet enjeu conditionne ainsi partiellement les choix esthétiques des Bergers et leurs carrières doivent beaucoup à leur engagement dans les belles-lettres.

## L’œuvre
Cottelet, Godeau et Frénicle sont impliqués dans l'affaire du Parnasse satyrique avant de devenir, avec les autres membres du cénacle, autant de coryphées de la poésie chrétienne de forme classique, marquant l'influence de la Contre-Réforme et des effets de l'enseignement jésuite. D'un point de vue de la forme, ils affirment un certain nombre de principes qui s'opposent aux innovations des modernes et sont attachés à l'érudition et au style soigné comme sources de la poésie ; à cet égard, leur style est marqué par une recherche d'élégance, de purisme et de régularité.
Marquée par l'éclectisme, l'œuvre des Illustres Bergers est influencée par le catholicisme - à la différence de certains de leurs aînés, les poètes libertins protestants Théophile de Viau, Boisrobert et Saint-Amant - et plusieurs d'entre eux embrassent une carrière ou occupent des fonctions ecclésiastiques : Mauduit et Ogier seront prieurs, Haubert rejoint la Compagnie du Saint-Sacrement, tout comme Godeau qui devient même évêque de Grasse tandis que Frénicle s'adonne à la poésie religieuse, sans que le groupe soit pour autant marqué par le fanatisme. Au contraire, Ogier, qui admire particulièrement Théophile de Viau, écrit par exemple contre le jésuite François Garasse et, pour pieuse qu'elle soit, la littérature du cénacle, qui propose essentiellement des aventures amoureuses et des allusions à la vie des poètes, est parfois marquée par « la gauloiserie et les équivoques au moins gaillardes » et prend de « grandes libertés (...) avec la plus élémentaires décence » ainsi que le traduit plaisamment l'ouvrage collectif le Ballet des Ballets (1626).
Plusieurs des compagnons du cénacle des Illustres Bergers font partie du cercle de Valentin Conrart, que les Bergers ont contribué à faire connaitre sous le surnom de Philandre, et Claude Malleville, Antoine Godeau et Philippe Habert comptent avec Guillaume Colletet parmi les premiers membres de l’Académie française dont la création en 1635 correspond à la dissolution du groupe.

## Portraits

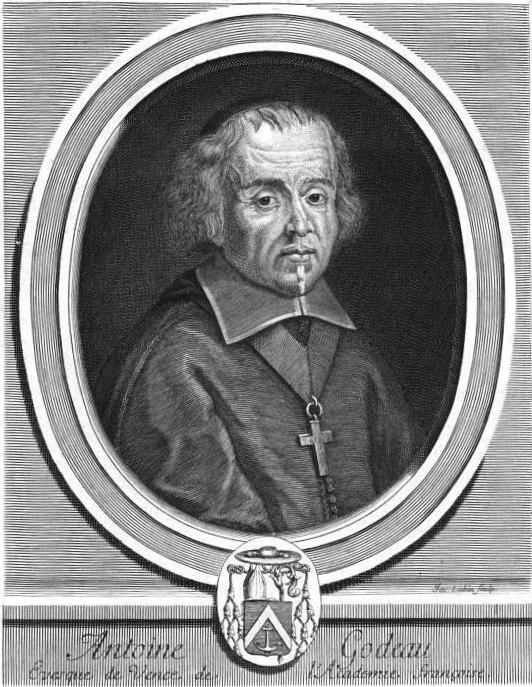
Antoine Godeau
François Ogier
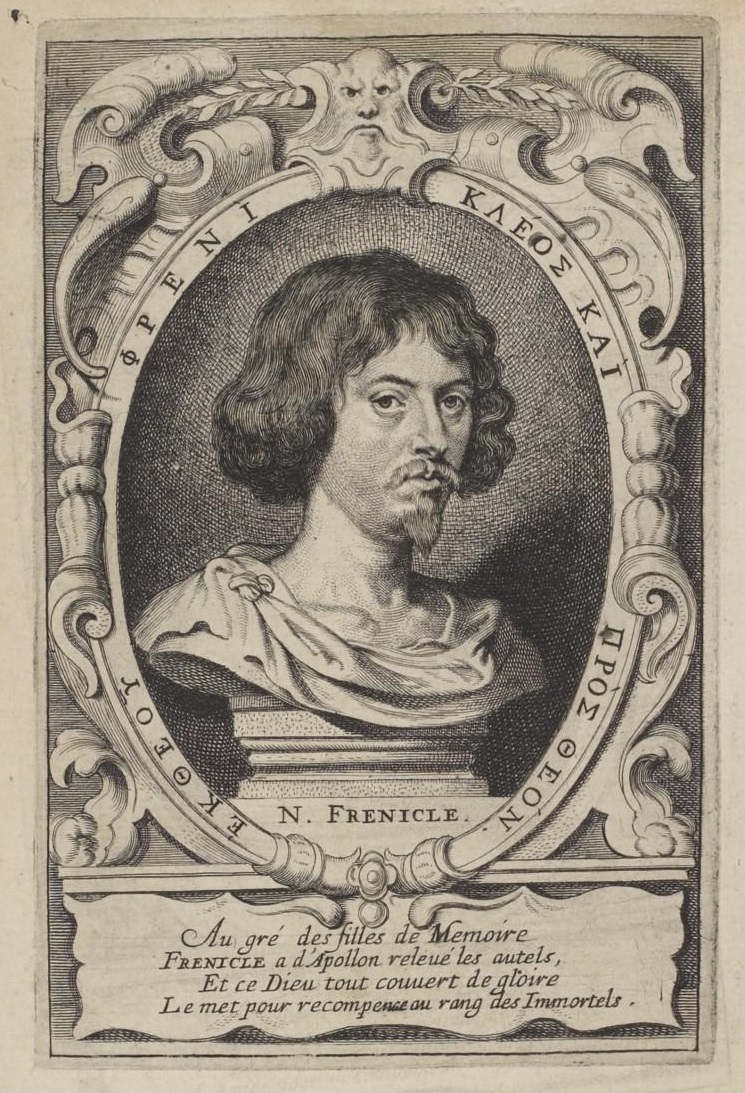
Nicolas Frénicle

## Œuvres
- Nicolas Frénicle et Stéphane Macé (présentation), Entretien des Illustres Bergers, H. Champion, 1998 (1re éd. 1634)
- Les œuvres de N. Frénicle, Paris, imp. Toussaint du Bray, 1629
- Le Banquet des Amoureux, Paris, s. édit., 1627
- Le Banquet d'Apollon et des Muses, Paris, imp. Claude Morlot, 1626
- Vers pour le Ballet des Ballets, Paris, imp. Claude Hulpeau, 1626